# Malick Mané
Malick Mané (n. en Ziguinchor, Senegal, el 14 de octubre de 1988) es un futbolista senegalés. Juega de delantero y su equipo actual es el FC Atyrau de la Liga Premier de Kazajistán. En lo que va de su carrera, también ha jugado para el Casa Sports de su país, el Sandefjord Fotball de Noruega y el FC Aktobe de Kazajistán.